# دونالد فرنسيس روي
دونالد فرنسيس روي (بالإنجليزية: Donald Francis Roy)‏ هو عالم اجتماع أمريكي، ولد في 1909، وتوفي في 1980.